# 완소이

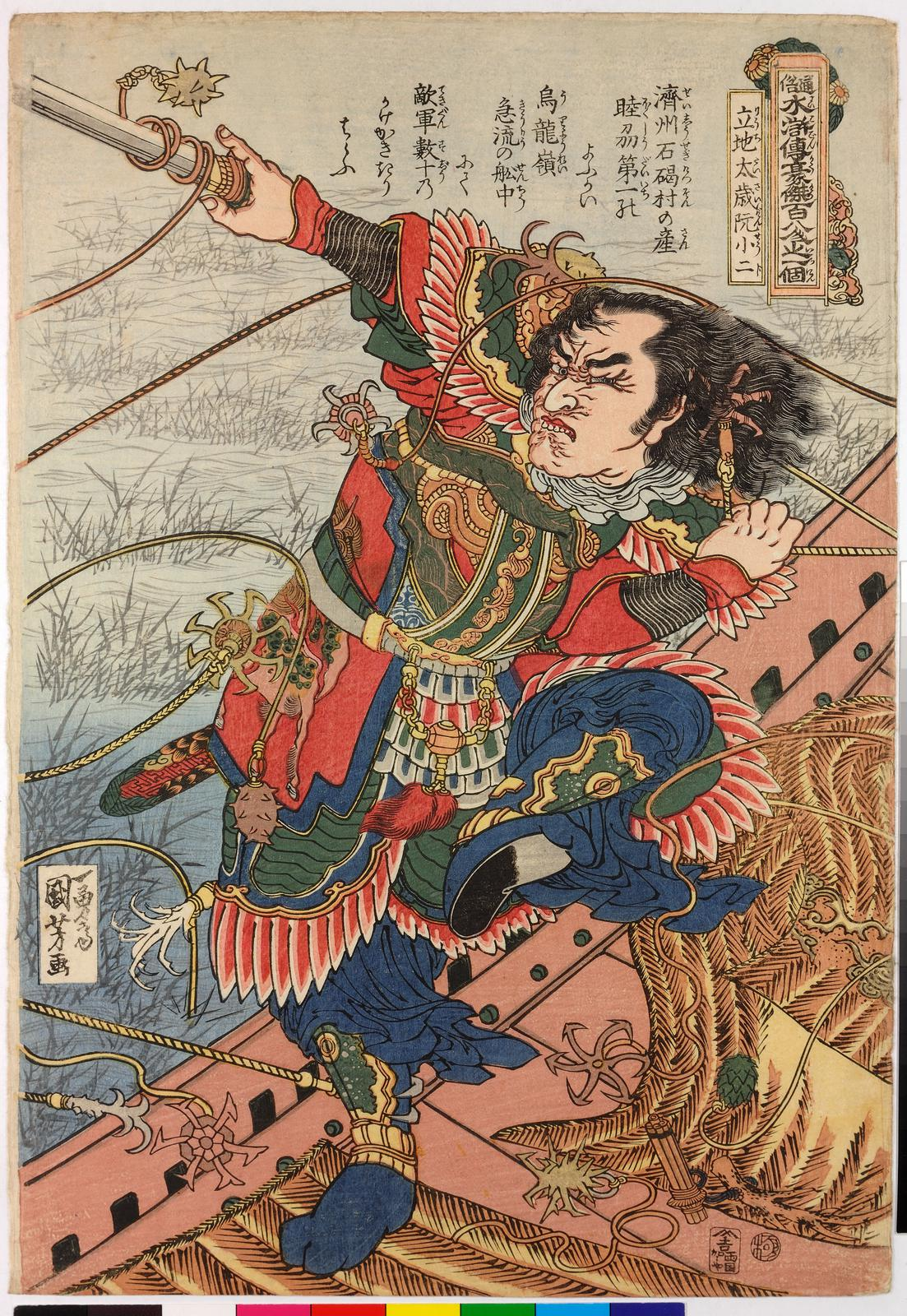
완소이

완소이(阮小二)는 중국의 사대기서(四大奇書) 중 하나인 《수호전》(水滸傳)에 등장하는 인물로, 108성 중 27위이자 천강성(天罡星)의 천검성(天劍星)에 해당한다. 쇠같은 강건함 몸의 소유자로, 이러한 인상이 사람들의 두려움을 불러일으켜 '그 자리에 있는 흉성(凶星)'이라는 의미의 입지태세(立地太歲)라는 별호로 불린다. 완소오(阮小五) · 완소칠(阮小七)과 형제 관계이며, 완씨 삼형제 중 첫째이다.

## 생애
양산박(梁山泊) 인근에 있는 석갈촌(石碣村)에 거주하는 완씨 집안의 장남.으로 태어났으며, 형제들과 함께 어부 일을 하면서 생계를 유지하였다. 하지만 관리들의 가혹한 세금 징수와 양산박의 산적들로 인해 생활고를 겪었고, 착실하게 사는 것이 무의미하다는 생각에 암시장(暗市場)에도 손을 대는 등 생계를 위해 불법적인 일을 하기도 했다.
어느 날 평소에 자신들이 신세를 지고 있던 오용(吳用)이 찾아왔으며, 완씨 심형제는 자신들의 삶의 처지에 대해 불만을 토로하며 자신들의 솜씨를 발휘할 만한 방법이 없다고 한탄하였다. 이 때 오용은 완씨 심형제에게 자신과 친분이 있는 조개(晁蓋)가 유당(劉唐)과 함께 북경(北京)의 유수사(留守使)인 양세걸(梁世傑)이 자신의 장인인 채경(蔡京)의 생일 선물로 보내는 생신강(生辰綱)을 강탈하려는 계획을 세웠으니 함께 협력해달라고 부탁하였고, 평소에 자신들이 모시고 싶어했던 조개와 함께 하기를 원했던 완씨 삼형제는 기꺼이 수락했다.
이후에 합류한 공손승(公孫勝)까지 총 7명으로 생신강 강탈을 계획했으며, 이들이 함께 계략을 꾸며 생신강을 탈취하는 데 성공했다. 그 뒤 관군의 추격을 피해 양산박에 몸을 의지하려는 조개를 따하 함께 양산박으로 갔으나, 이전과 마찬가지로 양산박의 두령인 왕륜(王倫)이 자신의 지위 보전을 위해 조개를 받아들이지 않았다. 이에 임충(林冲)이 왕륜을 설득하려 했지만 실패했고, 결국 임충이 왕륜을 살해한 뒤 조개를 새로운 두령으로 삼자 완씨 삼형제 또한 양산박의 일원이 되었다. 그 직후 조개 일행을 공격하기 위해 제주(濟州)의 관리 하도(何濤)가 관군을 이끌고 양산박으로 왔으며, 완씨 삼형제는 어부로서의 경험과 양산박의 지형을 이용한 수상전을 펼쳐 이들을 전멸시켰다.
그 뒤 완씨 삼형제는 양산박의 수군(水軍)을 이끌었으며, 능진(凌振)이 이끄는 포병 부대를 전멸시키는 등의 활약을 했다. 이후 관승(關勝)과의 싸움에서 장횡(張橫)이 붙잡히자 장순(張順)의 만류를 듣지 않고 독자적으로 관승을 공격했으나 오히려 완소칠이 사로잡혔고, 이후 양산박 동료들의 활약으로 완소칠은 구출되었다.
108성 집결 이후에는 수군 두령(頭領) 중 한 명으로 임명되었으며, 관군과의 계속된 전투에서 좋은 활약을 보였다. 이후 조정에서 양산박의 귀순을 권하자 완씨 삼형제는 적극적으로 반대했지만, 결국 양산박은 조정에 귀순하였다. 하지만 그 뒤에도 완씨 삼형제의 활약은 계속되었지만, 계속적으로 송강(宋江)에게 조정에 대한 불만을 늘어놓는 등 조정에 대한 불신감을 드러내었다.
이후 방랍(方臘)의 난을 진압하는 과정에서 강남(江南)이 하천이 많은 지형이라는 점을 이용해 활약했으나, 오룡령(烏龍嶺)의 전투에서 교정(喬正)에게 화공을 당해 패배한 뒤 도주하던 도중 적군이 던진 갈고리에 붙잡혀 자신이 가지고 있던 칼로 자신의 목을 베어 자결했다.